# David Knights
David Knights (Londra, 28 giugno 1945) è un musicista, bassista e compositore britannico, ex bassista dei Procol Harum.

## Biografia
Nato nel Borgo metropolitano di Islington, Londra, noto prevalentemente per essere stato il primo bassista dei Procol Harum, successivamente ha anche suonato nella band britannica Ruby, e, dal 1972, nei Wee Small Hours of Sixpence.
È tuttora in attività con una sua band.

## Discografia principale

### Coi Procol Harum
- Procol Harum, 1967
- Shine On Brithley, 1968
- A Salty Dog, 1969